# Gudrun Kunstmann

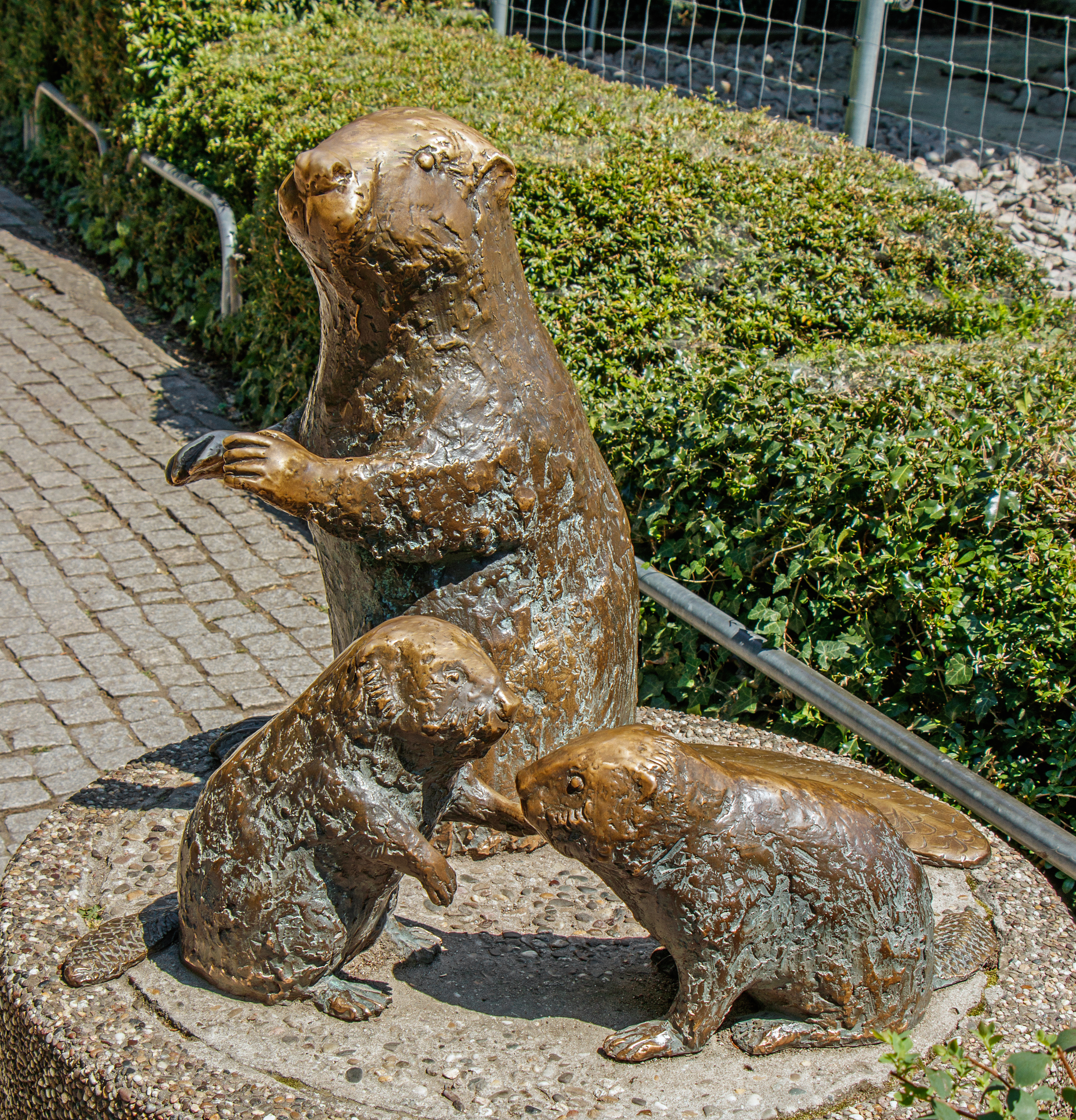
Biber mit Jungen von Gudrun Kunstmann, Stadtgarten, Karlsruhe (2018)

Gudrun Kunstmann (* 1. Juni 1917 in Erlangen; † 2. November 1994 in Fürth) war eine deutsche Bildhauerin und Malerin.

## Leben
Gudrun Kunstmann studierte an der Akademie der bildenden Künste in Nürnberg unter Ernst A. Rauch und in München unter Richard Knecht. Sie war eine sehr produktive Künstlerin. Zu ihrem Arbeitsgebiet zählten Freiplastiken, Porträts, Brunnen, sakrale Kunst, Fassadengestaltungen und vor allem Tiere. Vielseitig war auch ihre Materialwahl wie Stein, Kunststein, Bronze, Keramik, Mosaik, Metall und Enkaustikmalerei. Sie war mit Georg Weidenbacher befreundet.
Sie war Mitglied im Bundesverband Bildender Künstlerinnen und Künstler in Nürnberg und im Kunstverein Erlangen e. V. Von 1948 bis 1951 war sie Teil der Künstlergruppen Der Kreis sowie Freie Gruppe. Einen Teil ihres künstlerischen Nachlasses, darunter Skulpturen und viele Modelle ihrer Arbeiten, vermachte sie dem Verein der Tiergartenfreunde Nürnberg.